# Тетюши (Мордовия)
Тетюши — село в Атяшевском районе Республики Мордовия. Входит в состав Большеманадышского сельского поселения.

## География
Расположено на реке Пичинейка.

## История
В «Списке населённых мест Симбирской губернии за 1863» Тетюши удельное (мордовская часть) и владельческое (русская часть) село в 153 двора входящее в состав Ардатовского уезда.

## Население
| 2002 | 2010 |
| ---- | ---- |
| 255  | ↗272 |

Национальный состав
Согласно результатам Всероссийской переписи населения 2002 года, в национальной структуре населения русские составляли 86 %.